# Ertzaintza

Ertzaintzas logo

Ertzaintza är Baskiens regionala poliskår. Den bildades 1980, men bygger på gamla traditioner. 

## Organisation

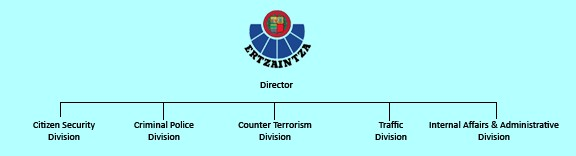
Ertzaintzas centrala organisation.

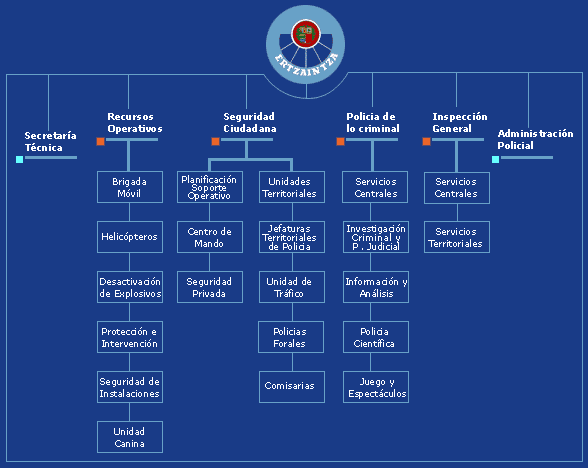
Ertzaintzas organisation.

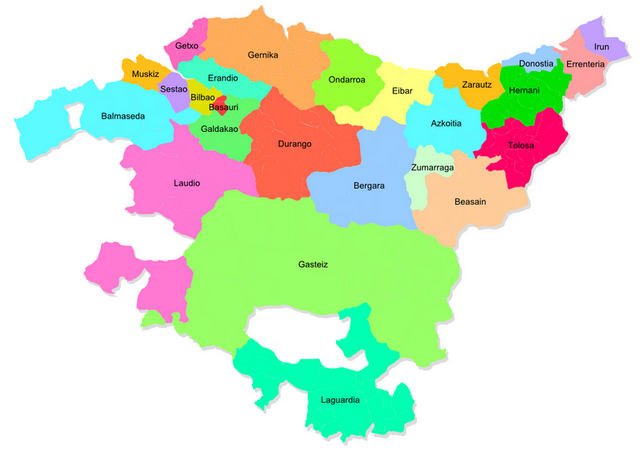
Ertzaintzas lokala organisation (kommissariat).

## Grader och gradbeteckningar

### Polispersonal
| Polis- personal    |                                   | Polischefer               | Polischefer                               | Poliskommissarier                     | Poliskommissarier                     | Polisinspektörer                      | Polisinspektörer                      | Polisassistenter                      | Polisassistenter                      |
| ------------------ | --------------------------------- | ------------------------- | ----------------------------------------- | ------------------------------------- | ------------------------------------- | ------------------------------------- | ------------------------------------- | ------------------------------------- | ------------------------------------- |
|                    | Mössmärke                         | Escala Superior           | Escala Superior                           | Escala Básica, Inspección y Ejecutiva | Escala Básica, Inspección y Ejecutiva | Escala Básica, Inspección y Ejecutiva | Escala Básica, Inspección y Ejecutiva | Escala Básica, Inspección y Ejecutiva | Escala Básica, Inspección y Ejecutiva |
| Epålett            | Intendenteburua / Superintendente | Intendentea / Intendente  | Komisarioa / Comisario                    | Komisariondokoa / Subcomisario        | Ofiziala / Oficial                    | Ofizialaondokoa / Suboficial          | Lehenengoa agentea / Agente 1º        | Agentea / Agente                      |                                       |
| Slejf på axelklaff | Intendenteburua / Superintendente | Intendentea / Intendente  | Komisarioa / Comisario                    | Komisariondokoa / Subcomisario        | Ofiziala / Oficial                    | Ofizialaondokoa / Suboficial          | Lehenengoa agentea / Agente 1º        | Agentea / Agente                      |                                       |
| Märke              | Intendenteburua / Superintendente | Intendentea / Intendente  | Komisarioa / Comisario                    | Komisariondokoa / Subcomisario        | Ofiziala / Oficial                    | Ofizialaondokoa / Suboficial          | Lehenengoa agentea / Agente 1º        | Agentea / Agente                      |                                       |
| Tjänstegrad        | Superintendente Polismästare      | Intendente Polisintendent | Comisario Poliskommissarie (sektionschef) | Subcomisario Poliskommissarie         | Oficial Polisinspektör (gruppchef)    | Suboficial Polisinspektör             | Agente Primero Polis- assistent       | Agente Polis- assistent               |                                       |

### Teknisk personal
| Teknisk personal |                    | Teknisk personal | Teknisk personal | Teknisk personal | Teknisk personal |
| ---------------- | ------------------ | ---------------- | ---------------- | ---------------- | ---------------- |
| Ertzaintza       | Mössmärke          | Escala Superior  | Escala Superior  | Escala Superior  | Escala Superior  |
| Ertzaintza       | Epålett            | Grupo A1         | Grupo A2         | Grupo C1         | Grupo C2         |
| Ertzaintza       | Slejf på axelklaff | Grupo A1         | Grupo A2         | Grupo C1         | Grupo C2         |
| Ertzaintza       | Märke              | Grupo A1         | Grupo A2         | Grupo C1         | Grupo C2         |
| Ertzaintza       | Tjänstegrupp       | Grupo A1         | Grupo A2         | Grupo C1         | Grupo C2         |

## Bildgalleri

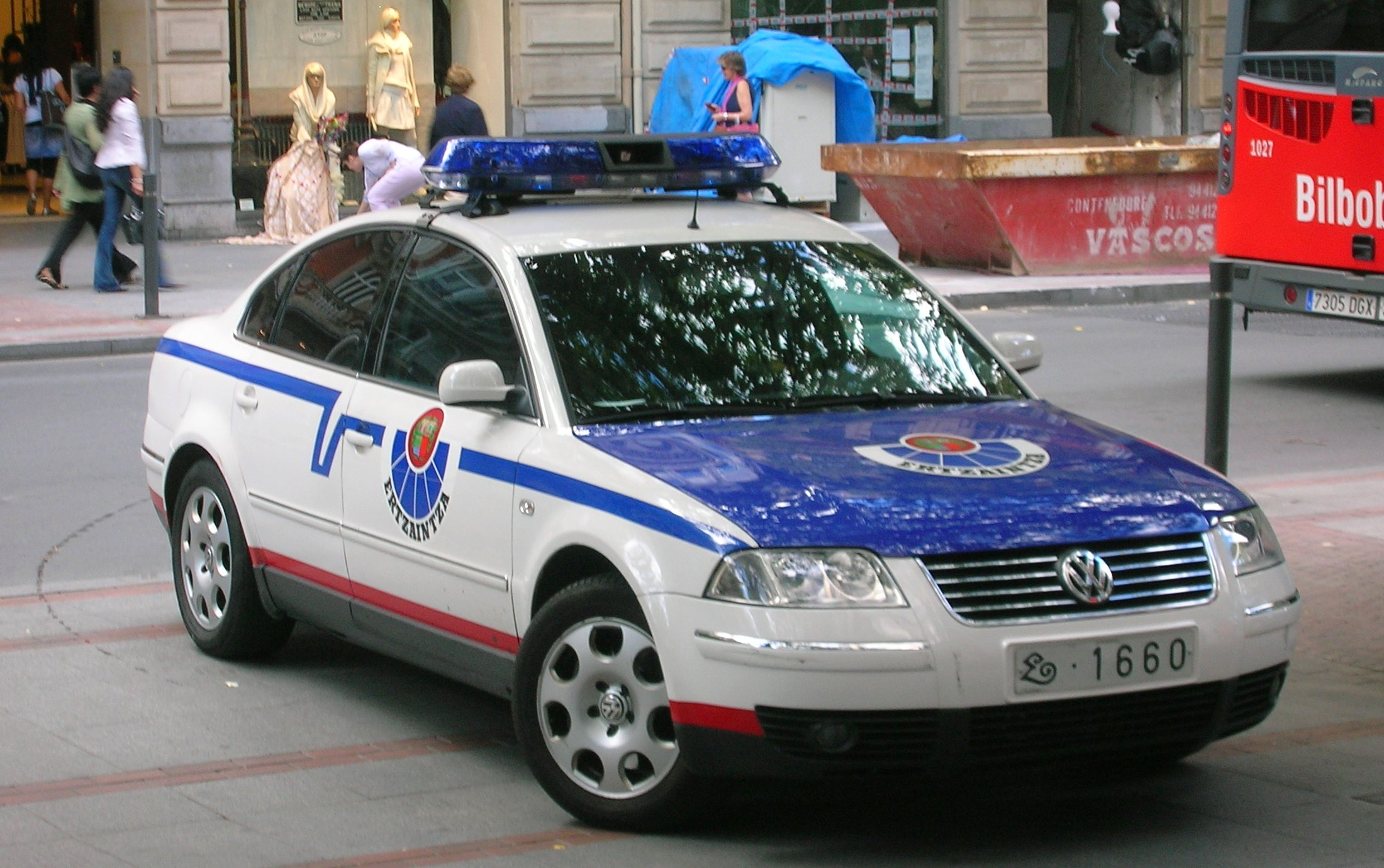
Polisbil från Ertzaintza
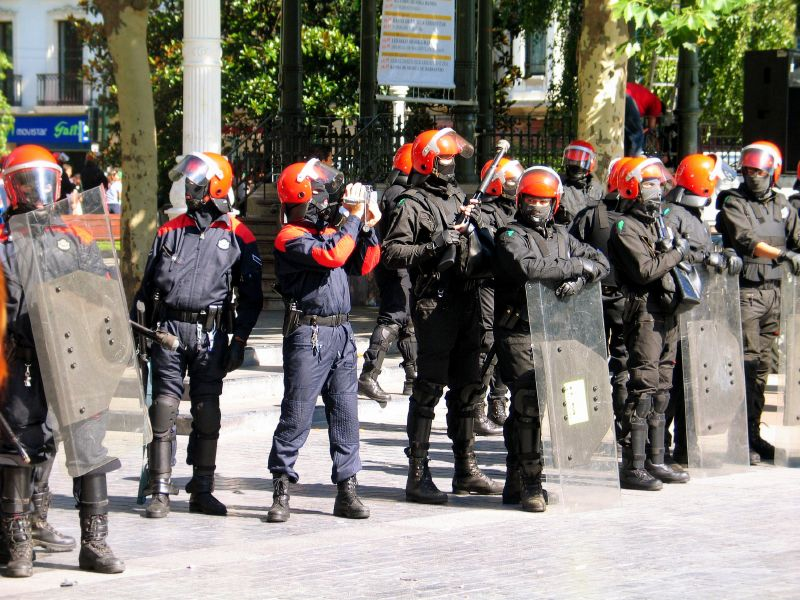
Kravallpolis från Ertzaintza
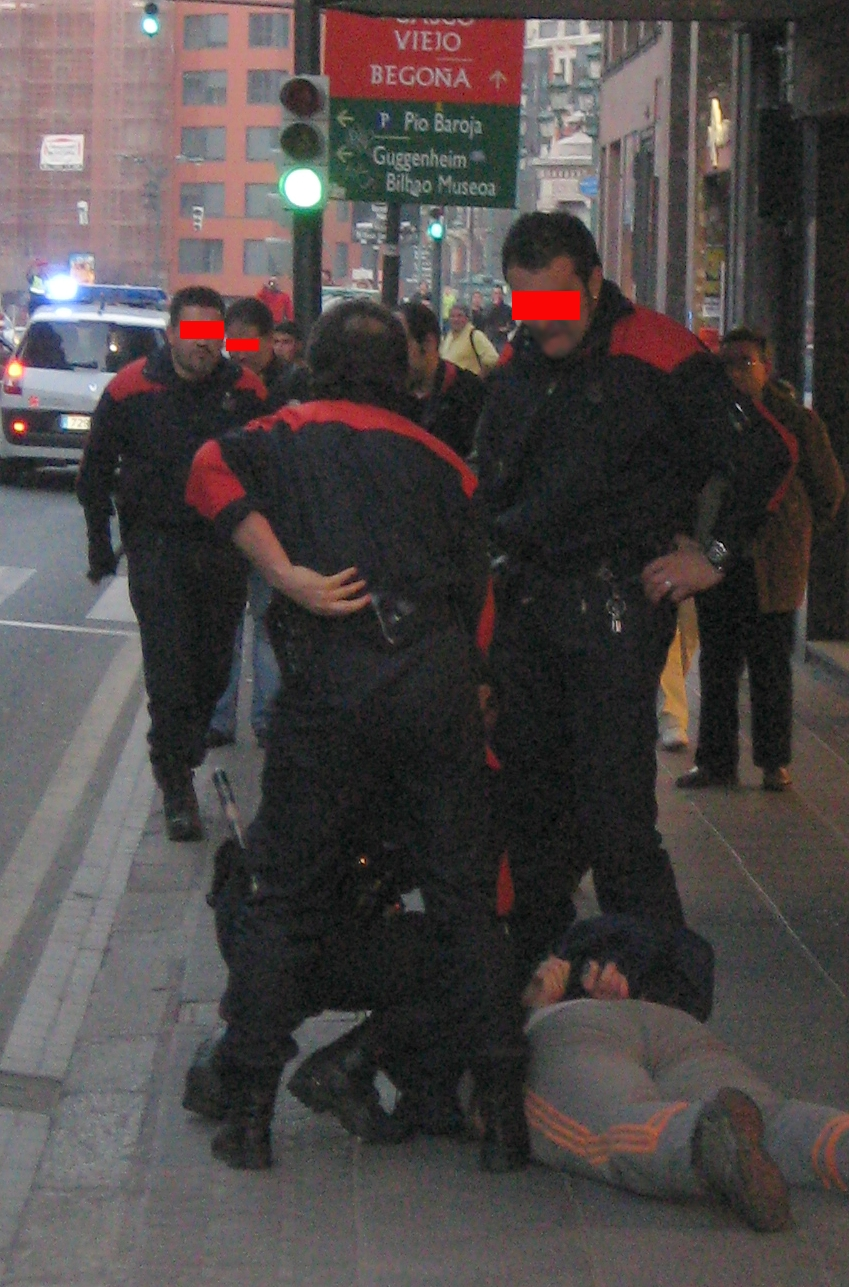
Ertzaintzaomhändertar en gripen
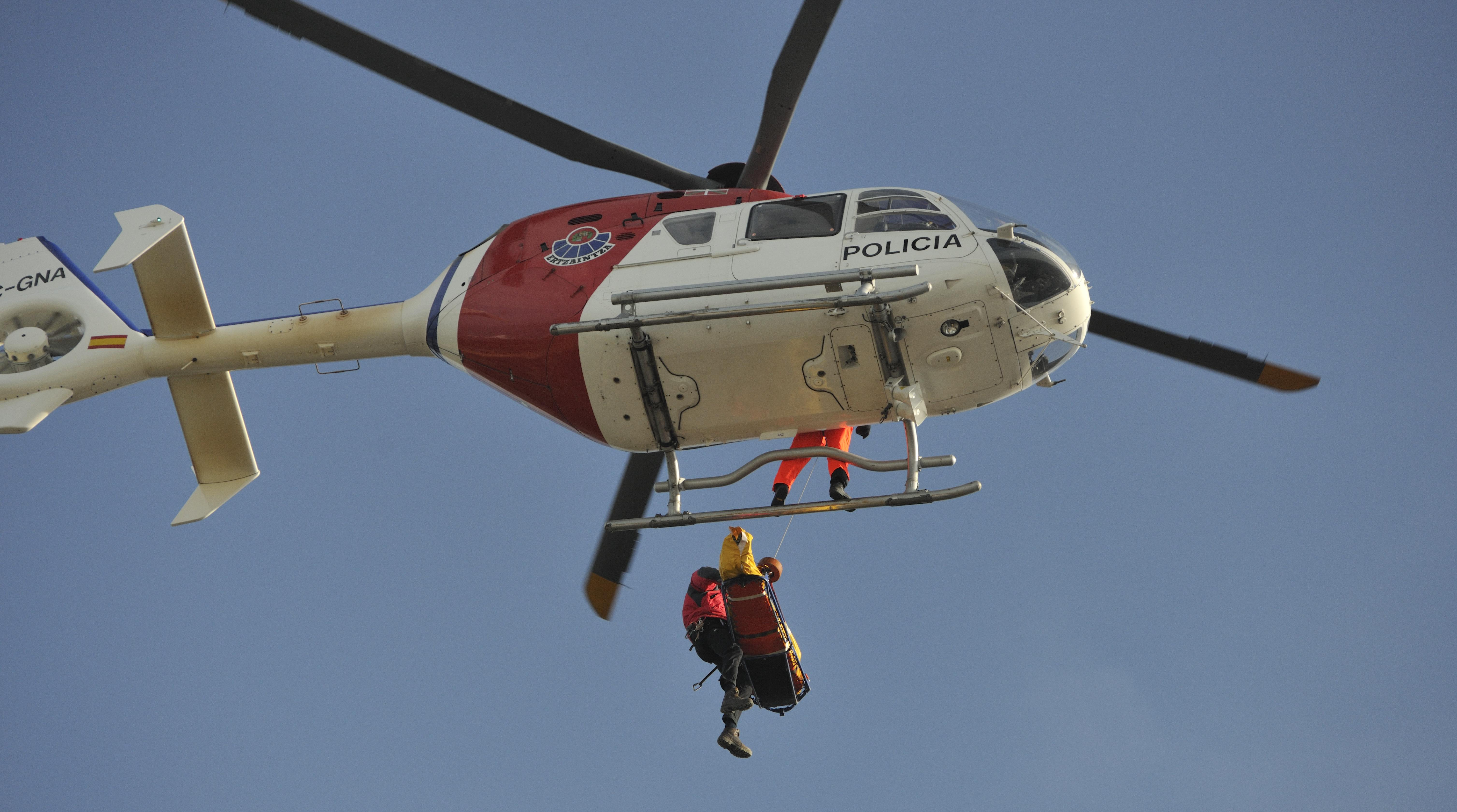
Helikopter från Ertzaintza